# قطعنامه ۱۸۴۵ شورای امنیت
قطعنامه ۱۸۴۵ شورای امنیت سازمان ملل متحد که در تاریخ ۲۰ نوامبر ۲۰۰۸ تصویب شد، سندی بین‌المللی دربارهٔ بررسی وضعیت در بوسنی و هرزگوین است. این قطعنامه طی نشست ۶۰۲۱ام با ۱۵ رای موافق، ۰ مخالف و ۰ ممتنع تصویب شد.